# Troglarmadillidium halophilum
Troglarmadillidium halophilum is een pissebed uit de familie Armadillidiidae. De wetenschappelijke naam van de soort is voor het eerst geldig gepubliceerd in 1993 door Spyros Sfenthourakis.